# Четыренадесятидневники

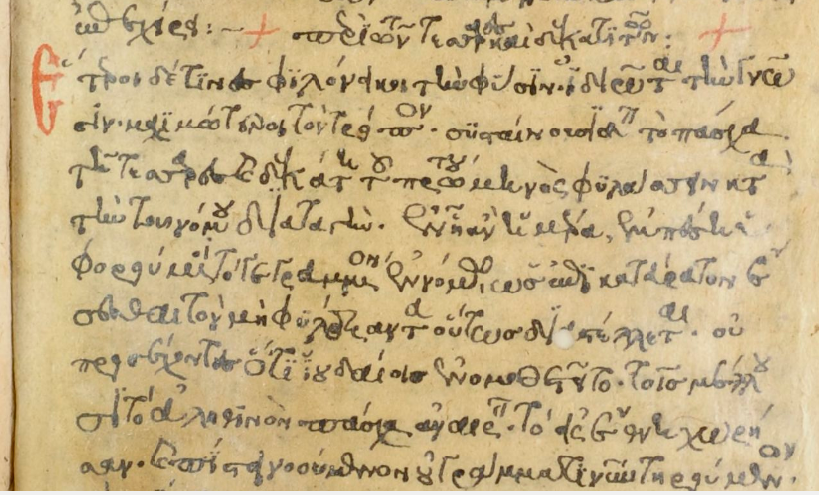
О четыренадесятниках в книге «Философумена». Греческая рукопись XIV века. Национальная библиотека Франции.

Четыренадесятидне́вники или Четыренадеся́тники (др.-греч. τεσσαρεσκαιδεκατιται; лат. tessarescaedecatitae от др.-греч. τεσσᾰρεσ-καί-δεκᾰ — четырнадцать) или Квартодецима́не (лат. quartadecimani от лат. quattuordecim — четырнадцать) или Тетради́ты (др.-греч. τετραδίται; лат. tetraditae от др.-греч. τετάρτη — четвёртый день (среда)) — христианские общины учившие, что Пасху следует праздновать в 14-й день нисана.
Первые христианские общины состояли исключительно из иудеев, для них было естественно праздновать Пасху ветхозаветную, но вложив в неё новозаветный смысл. По мере распространения христианства традиция праздновать Пасху 14 нисана была воспринята и восточными христианами из язычников. На западе в отношении празднования Пасхи не следовали иудейским традициям. Там считали правильным праздновать воскресение Христово в тот день недели, который был посвящён этому воспоминанию, выбирая эту неделю приблизительно — ту, которая следовала за полнолунием пасхального месяца. С течением времени эти две традиции должны были прийти к конфликту.
В середине II века, несмотря на то, что Рим и Малая Азия праздновали Пасху по-разному, Аникет (папа римский), и Поликарп Смирнский вместе служили Евхаристию и причащались из одной чаши.. Но уже в конце II века возник спор о дне праздновании Пасхи между Виктором, епископом Римским и Поликратом, епископом Эфесским. В Риме и в Малой Азии параллельно друг другу собирали поместные церковные соборы, в обоих местах единомысленно полностью подтверждали, что их предание получено от апостолов, только от разных. Виктор формально отлучил епископов и паству Малой Азии за их несогласие с Римом. Благодаря посредничеству епископа Лионского Иринея мир удалось восстановить при сохранении каждой поместной церковью своей традиции празднования Пасхи.
Константин Великий, перенес столицу империи из Рима в Константинополь и решил распространить Римский обычай празднования Пасхи на все христианские общины. В 325 году Константин собирает Первый Никейский Собор, известный также как Первый Вселенский Собор, на котором церковные иерархи выполняют волю императора, от имени собора утверждают праздновать Пасху в день воскресный после полнолуния, которое следует после весеннего равноденствия. Часть христианских общин не приняли определение Первого Никейского Собора о праздновании Пасхи в день воскресный, а продолжали праздновать Пасху 14 нисана. К таким общинам относились евиониты, савватиане, авдиане и другие. Все эти общины получили общее название: четыренадесятидневники.
Если Никейский символ веры, принятый на Первом Вселенском Соборе, неоднократно становился предметом дискуссии на различных церковных соборах в IV веке, то постановление о праздновании Пасхи оставалось неизменным со времен Никейского собора. Антиохийский собор 341 года подтвердил определение Никейского собора. Согласно первому правилу Антиохийского собора все те, кто нарушает определение Никейского собора о праздновании Пасхи, «да будут отлучены от общения и отвержены от церкви». Лаодикийский собор 364 года в своём седьмом правиле упоминает о четыренадесятидневниках как о еретиках и определяет их принимать в Церковь через миропомазание. Первый Константинопольский собор в 381 году в своём седьмом правиле повторил седьмое правило Лаодикийского собора о приеме четырнадцатидневников или тетрадитов через миропомазание. В 692 году это же правило это приёме четыренадесятников повторит в своём 95 каноне Трулльский собор.
Несмотря на постановления соборов, общины четырнадцатидневников продолжали своё существование. Епископы кафолической церкви при поддержке Византийских императоров проводили репрессивную политику против четырнадцатидневников. Например, около 400 года Иоанн Златоуст, возвращаясь из Эфеса в Константинополь, отнял на пути у новациан и четырнадцатидневников много церквей; политику Златоуста продолжил Несторий, около 430 года сотворивший много зла четырнадцатидневникам в Азии, Лидии и Карии, многие четыренадесятидневники чрез Нестория погибли во время бывшего возмущения в Милете и Сардах.
Четыренадесятники продолжали существовать и в IX веке. 29 марта 867 года в Константинополе к Церкви была присоединена большая община тетрадитов. Этому событию посвящена 17 гомилия патриарха Фотия.
В настоящее время четыренадесятидневниками, то есть празднующими Пасху 14 нисана, являются: Адвентисты Седьмого Дня, Баптисты седьмого дня, Свидетели Иеговы, мормоны.